# Fortiche Production
Fortiche Production es un estudio de animación francoespañol fundado en 2009. Es conocido principalmente por sus colaboraciones con Riot Games, habiendo dirigido la serie Arcane en 2021, así como varios clips promocionales del videojuego League of Legends desde 2013.

## Historia

### Creación y primeros proyectos
Fortiche Production fue fundada en 2009 por Pascal Charrue, Jérôme Combe y Arnaud Delord. Desde hace diez años, el trabajo del estudio se centra en la animación de clips y anuncios. Su característica animación mezcla 2D y 3D en un estilo «adulto»; ya estaba presente en el trabajo de Jérôme Combe a principios de los años 2000 con Stéphane Hamache y André Bessy.
Tras dirigir el vídeo de La Gaviota para el grupo francés Limousine en 2012, Fortiche fue contactado por Riot Games, una productora de videojuegos estadounidense, y dirigió un primer vídeo por menos de 200 000 dólares para promocionar su exitoso juego League of Legends: Get Jinxed. El vídeo fue bien recibido por los jugadores del MOBA americano y la colaboración entre ambas compañías continuó con la producción de nuevos clips promocionales para League of Legends en los años siguientes.
En 2015, Fortiche coprodujo un docudrama de 55 minutos para France 2, Le Dernier Gaulois, del que Jérôme Combe se encargó de las secuencias de animación. Dos años después, el estudio dirigió una miniserie, Rocket and Groot, para Marvel Entertainment. Ese mismo año, presentó un piloto de largometraje, Miss Saturn, en el Cartoon Movie Festival de 2017.

### Arcane
El contrato con Riot Games continuó en 2015 con la animación de una serie derivada del universo de League of Legends, que comenzó a producirse en 2016. Según Le Figaro, Arcane es la «serie de animación más cara del mundo», con un presupuesto que el periódico estima entre 60 y 80 millones de euros sólo para la animación. Para producir la que es su primera serie, el estudio, originalmente una PYME, está trabajando con varios cientos de personas y va a abrir dos sucursales en Montpellier y Canarias a finales de 2020. En total, 500 personas trabajan al menos temporalmente en la serie a lo largo de sus seis años de producción, y Fortiche contaba con unos 300 empleados a finales de 2021.
Cuando se estrenó en 2021, la serie Arcane fue un éxito comercial y de crítica, y la animación de Fortiche destacó especialmente, ya que la serie ganó nueve premios Annie. Se anunció la producción de una segunda temporada tras la emisión de los últimos episodios de la primera.
En marzo de 2022, Riot Games realizó una inversión de capital en la empresa, nombrando a dos de sus empleados en el consejo de administración de Fortiche y declarando una participación minoritaria en la empresa.

## Filmografía

### Vídeos musicales
2012: DoYaThing, videoclip promocional para la colaboración entre el grupo musical Gorillaz y la marca de calzado Converse
2012: La Gaviota, vídeo musical para el grupo musical Limousine
2013: Get Jinxed, vídeo musical protagonizado por la campeona Jinx del videojuego League of Legends
2014: Warriors, vídeo musical de la canción Warriors, himno del Campeonato Mundial de League of Legends del 2014
2014: Freak of the Week, vídeo musical para el grupo musical Freak Kitchen en colaboración con Juanjo Guarnido
2018: Rise, vídeo musical para el himno del Campeonato Mundial de League of Legends 2018
2018 : Pop/Stars, vídeo musical del grupo virtual K/DA de Riot Games
2021: Enemy, vídeo musical de los créditos iniciales de la serie Arcane

### Series
2017: Rocket and Groot (serie, Estados Unidos)
2021 : Arcane (serie, Estados Unidos)

### Otros
2015: Ekko: Seconds, vídeo para el anuncio del campeón de League of Legends llamado Ekko
2015 : Le Dernier Gaulois de Samuel Tilman (docudrama, coproducción)